# Bruno Cremer
Bruno Cremer (Saint-Mandé, 6 d'octubre de 1929 - París, 7 d'agost de 2010) va ser un actor francés, especialment conegut pel seu paper de comissari Maigret en una sèrie de televisió, famós personatge literari creat per Georges Simenon.
Cursà deu anys d'estudis teatrals en el Conservatori de París, com altres grans actors que es promocionaren amb ell (Jean Paul Belmondo, Annie Girardot o Jean Rochefort). Començà la seua carrera cinematogràfica amb el director Yves Allegret, el 1957, en la pel·lícula Quand la femme s'en mele. Li arriba l'èxit al 1965 amb Sang a Indoxina, de Pierre Schoendoerffer, una visió crítica sobre la Guerra d'Indoxina. També, anys després, té molt d'èxit al costat de Vanessa Paradis en Noce Blanche. De 1991 a 2005, interpreta per a la televisió el paper del comissari Maigret.
Treballà amb grans directors com Luchino Visconti, Costa-Gavras, Jean Claude Brisseau o Vicente Aranda. Va participar en més de noranta pel·lícules al llarg de la seua vida.